# Ștefan Staicu
Ștefan Staicu (n. 29 aprilie 1940, Goicea, România) este un inginer român, membru corespondent al Academiei Române din 2016.